# Schlacht am Bloody Ridge
Tulagi und Gavutu-Tanambogo – Savo Island – Tenaru – Ost-Salomonen – Bloody Ridge – Operationen am Fluss Matanikau – Cape Esperance – Henderson Field – Santa-Cruz-Inseln – Matanikau-Offensive – Koli Point – Carlsons Patrouille – Guadalcanal – Tassafaronga – Mount Austen – Rennell Island – Operation Ke – Operation Cleanslate
Die Schlacht am Bloody Ridge war eine Schlacht um den Flugplatz Henderson Field auf Guadalcanal, Salomon-Inseln, zwischen den Vereinigten Staaten von Amerika und Japan im Zweiten Weltkrieg während des Pazifikkriegs vom 13. bis zum 16. September 1942. Der Schauplatz ist auch unter dem Namen „Edson's Ridge“ bekannt, benannt nach Oberst Merritt Austin Edson, dem kommandierenden Offizier der dort kämpfenden Marines (US-Namensvarianten: Battle of Edson's Ridge, Battle of the Bloody Ridge, Battle of Raiders Ridge, Battle of the Ridge).

## Vorgeschichte
Nachdem die Streitkräfte der Vereinigten Staaten von Amerika im August 1942 das Flugfeld erobert hatten, versuchte der Kawaguchi-Verband (17. Armee) des Kaiserlich Japanischen Heeres, es zurückzugewinnen. Wegen einer Meinungsverschiedenheit zwischen General Kawaguchi Kiyotake, dem Kommandanten der Landungstruppen, und Konteradmiral Tanaka Raizō über den Transport der Truppen nach Guadalcanal, wurde ein Teil der Truppen (2400 Mann) unter General Kawaguchi mit Zerstörern nach Tauvi Point gebracht. Der Rest (1100 Mann) sollte unter der Führung von Oberst Oka Akinosuke mit Barkassen nach Kokumbona, einem Ort 10 km westlich des Flugfeldes, gebracht werden.
Kawaguchi nahm an, dass Okas Einheiten ordnungsgemäß gelandet seien. Die Fahrt mit den Barkassen verlief jedoch katastrophal. Oka verlor 650 Mann durch Stürme und Luftangriffe und den überlebenden Soldaten stand nur wenig Verpflegung und Munition zur Verfügung.

## Die Schlacht
Der japanische Angriff begann am 13. September 1942 um 21 Uhr. Die japanischen Vorstöße waren so heftig, dass es ihnen an einigen Stellen gelang, die vorderste Linie der Amerikaner zu durchbrechen. Diese mussten ihre Linien zurücknehmen, was zur Folge hatte, dass einige Einheiten abgeschnitten wurden und sich zur neuen Verteidigungslinie zurückkämpfen mussten. Mit der Unterstützung von Haubitzen-Batterien, die über die Köpfe der eigenen Einheiten hinwegschossen, konnte der Angriff abgewehrt werden. Die Japaner sammelten sich wieder und griffen erneut an, konnten jedoch die amerikanischen Linien nicht mehr durchbrechen. Die Japaner hatten in dieser Nacht 600 Tote, die Amerikaner hingegen 40 Tote zu beklagen.
Oberst Oka griff mit seinen verbliebenen geschwächten Einheiten am Nachmittag des 14. September in die Kämpfe ein. Sein Angriff war aber aussichtslos und brach schnell zusammen. Dadurch lag die gesamte Last bei General Kawaguchi, dem nur noch die Hälfte der ursprünglich eingeschifften Kräfte zur Verfügung stand. Am Abend startete er einen weiteren Angriff, der aber ebenso wenig erfolgreich wie jener des Vortages war.
Die Verluste der Japaner (800 Mann) waren gegenüber den amerikanischen, die 100 Tote und 200 Verwundete zu beklagen hatten, sehr hoch.

## Nachbetrachtung
Die Amerikaner konnten in dieser Schlacht einen taktischen Sieg verbuchen, weil sie General Kawaguchi so hohe Verluste zufügten, dass dieser keine weiteren Angriffe durchführen konnte.